# Francesco Cattaneo
Francesco Cattaneo (Salerno, 30 de abril de 1970) es un deportista italiano que compitió en remo. Ganó tres medallas en el Campeonato Mundial de Remo entre los años 1991 y 1993.

## Palmarés internacional
| Campeonato Mundial | Campeonato Mundial       | Campeonato Mundial | Campeonato Mundial        |
| Año                | Lugar                    | Medalla            | Prueba                    |
| ------------------ | ------------------------ | ------------------ | ------------------------- |
| 1991               | Viena (Austria)          | Medalla de plata   | Cuatro sin timonel ligero |
| 1992               | Montreal (Canadá)        | Medalla de plata   | Cuatro sin timonel ligero |
| 1993               | Račice (República Checa) | Medalla de bronce  | Cuatro sin timonel ligero |